# Vernonia populifolia
Vernonia populifolia là một loài thực vật có hoa trong họ Cúc. Loài này được Spreng. miêu tả khoa học đầu tiên năm 1826.